# مؤسسه پژوهشی علوم ریاضی

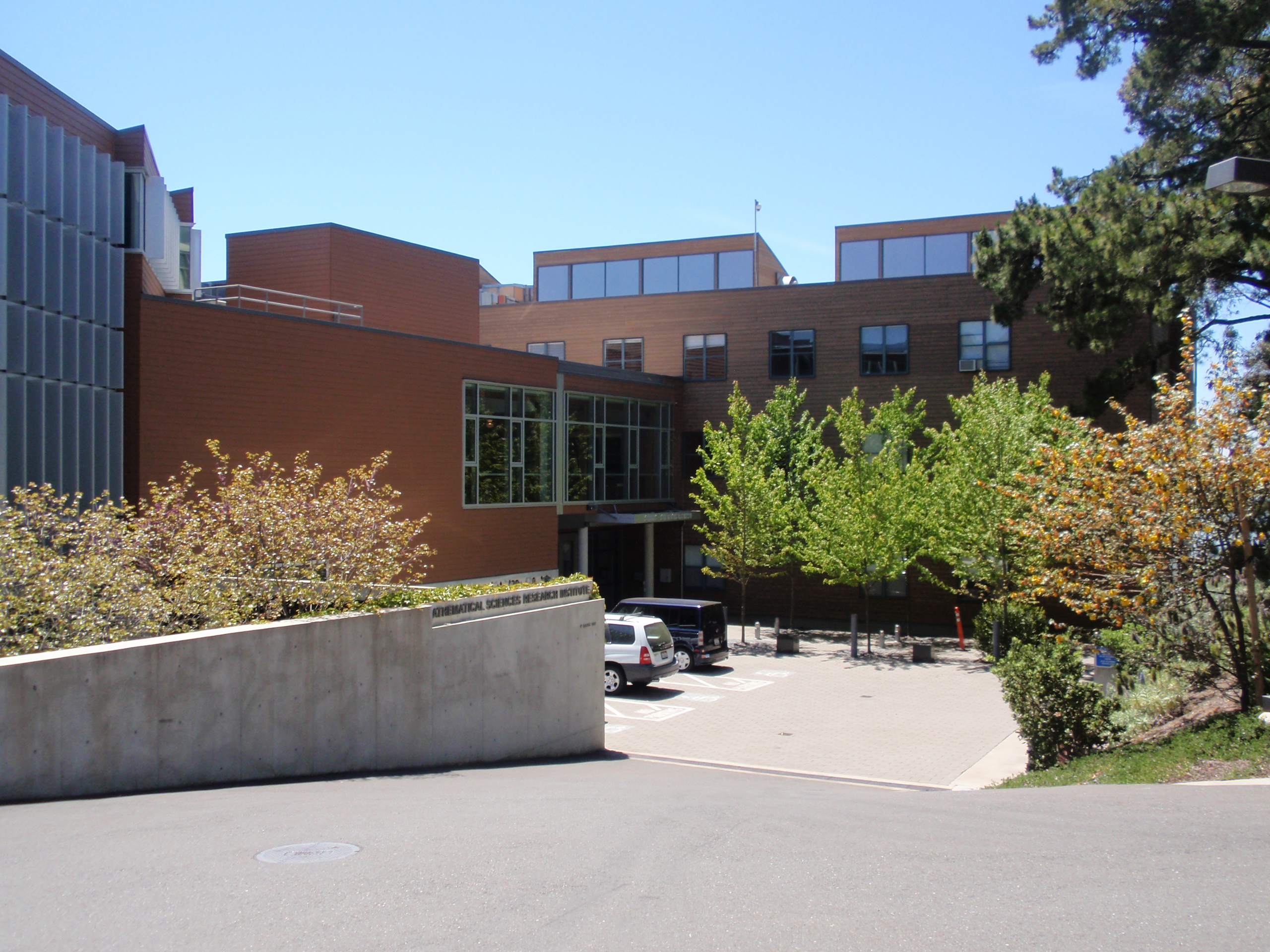
روبرو مؤسسه پژوهشی علوم ریاضی

مؤسسه پژوهشی علوم ریاضی (به انگلیسی: Mathematical Sciences Research Institute) (به اختصار:MSRI) یک مؤسسه پژوهشی ریاضیات در دانشگاه برکلی است. این مؤسسه در سال ۱۹۸۲ به وسیله شینگ شن چرن، کالوین مور و ایسادور سینگر بنیانگذاری شد و بودجه آن را بنیاد ملی علوم تأمین می‌کند. در این مؤسسه کارگاهای پژوهشی برگزار می‌شود و همچنین این مؤسسه شمار محدودی (۲۰ تا ۳۰) پژوهشگر پسادکتری نیز هر ساله می‌پذیرد. به جز هیئت مدیره هیچ منصب دائمی در این مؤسسه وجود ندارد.
مدیران این مؤسسه از آغاز بنیانگذاری تاکنون افراد زیر بوده‌اند:
- ۱۹۸۴–۱۹۸۲ شینگ شن چرن
- ۱۹۹۲–۱۹۸۴ ایروینگ کاپلانسکی
- ۱۹۹۷–۱۹۹۲ ویلیام ترستن
- ۲۰۰۷–۱۹۹۷ دیوید آیزنباد
- ۲۰۱۳–۲۰۰۷ رابرت بریانت
- اوت ۲۰۱۳ تاکنون دیوید آیزنباد